# موغنانو ديل كاردينال
موغنانو ديل كاردينال، (بالإنجليزية: Mugnano del Cardinale)‏، هي بلدة و(بلدية) في مقاطعة أفيلينو، في منطقة كامبانيا، بجنوب إيطاليا.

## السكان
في سنة 1861 بلغ عدد السكان 3٬472 نسمة، وتطور العدد ليصل في سنة 2011 لـ 5٬312 نسمة.
يظهر هذا المخطط البياني تطور النمو السكاني لـ موغنانو ديل كاردينال